# Max Oehler (Handballspieler)
Max Oehler (* 18. April 2001) ist ein deutscher Handballspieler.

## Karriere
Oehler spielte bis zur D-Jugend für seinen Heimatverein TV Spaichingen und danach für die JSG Balingen-Weilstetten, die gemeinsame Jugendabteilung des TV Weilstetten und der HBW Balingen-Weilstetten. Zur Saison 2018/19 wechselte er von der JSG in die U19-Mannschaft des Erstligisten TVB 1898 Stuttgart. Oehler spielt mit der A-Jugend des TVB in der Jugend-Bundesliga. Sein Pflichtspieldebüt in der ersten Mannschaft des TVB erfolgte am 22. November 2018 in der Bundesliga gegen den TBV Lemgo Lippe. Oehler spielte beim TVB auf der Position eines linken Außenspielers, kann aber auch auf Rückraum Mitte eingesetzt werden. Am Ende der Saison 2018/19 wechselte er zur SG BBM Bietigheim. Im Sommer 2024 schloss er sich dem Zweitligisten VfL Eintracht Hagen an.
Oehler wurde in die deutsche U18- und in die U19-Nationalmannschaft berufen.